# Marie Colombier
Pour les articles homonymes, voir Colombier.
Marie Colombier, née Anne Marie Thérèse Colombier, le 28 novembre 1844 à Auzances et morte le 30 août 1910 à Garches, est une actrice de théâtre et écrivaine.

## Biographie
Fille d'un officier réfugié en France nommé Pablo Martinez, Marie Colombier est élevée par sa grand-mère à Auzances. À l'âge de sept ans, elle rejoint sa mère, installée à Paris ; elle est maltraitée par son beau-père. À l'âge de quinze ans, elle s'enfuit du domicile familial, et trouve refuge chez le pianiste Charles de Bériot, fils du violoniste Charles-Auguste de Bériot et de feue la Malibran. Celui-ci ne tarde pas l'emmener en Belgique où vit son père. Marie y prend des leçons d'art dramatique avec le directeur du Théâtre de la Monnaie Quélus.
De retour en France en 1862, elle entre au Conservatoire national supérieur d'art dramatique dans la classe de Regnier où elle obtient en 1863 un 1er prix de tragédie et un 2e prix de comédie.
Elle débute au Théâtre du Châtelet le 26 mars 1864 dans le rôle de Paolo dans La Jeunesse du roi Henri. En 1870, elle est repérée par George Sand qui la fait embaucher pour jouer sa pièce L'Autre dont le rôle principal est tenu par Sarah Bernhardt, au Théâtre de l'Odéon.
Le 25 janvier 1879 elle se produit au côté de Sarah Bernhardt pour l'inauguration de l'opéra de Monte-Carlo (représentation du Passant de François Coppée).
En octobre 1880, Sarah Bernhardt l'emmène pour une tournée théâtrale de huit mois aux États-Unis et au Canada. Marie Colombier en tire deux pamphlets : Voyage de Sarah Bernhardt en Amérique en 1881, puis Les Mémoires de Sarah Barnum en 1883. Le scandale est énorme. Octave Mirbeau, très ami avec Sarah Bernhardt, provoque en duel le préfacier du livre, Paul Bonnetain, et le blesse légèrement. Sarah Bernhardt entraîne son fils et le poète Jean Richepin dans une expédition punitive pour saccager l'appartement de Marie Colombier, rue de Thann.

« Sarah Bernhardt eût mieux fait de rester chez elle, de s'envelopper dans sa dignité de grande artiste et de laisser le dédain public faire justice d'un livre abominable. Maintenant, le mal est fait ; le volume dont personne n'avait parlé s'arrache ; c'est Sarah qui l'aura voulu ainsi, la colère est toujours mauvaise conseillère. »

— Albert Wolff du Figaro cité dans, Affaire Marie Colombier - Sarah Bernhardt, les pièces à convictions, Paris, 1884

« Avant le scandale, on avait fait de Sarah Barnum un tirage de dix mille. En trois jours, Paris a acheté ces dix mille volumes. La maison Marpon, qui s'était faite l'éditeur anonyme du livre, ne s'était jamais trouvée à pareille fête. (...) le succès de ce mauvais ouvrage est le plus grand succès de librairie de l'année. Et cela va continuer. L'éditeur a été forcé de suspendre la vente avant-hier soir, pour cause d'épuisement de l'édition (...) Les commissionnaires en librairie d'Allemagne, à Leipzig, Stuttgart, Berlin, ont déjà fait des commandes qui se montent à quinze mille exemplaires ; l'Italie en demande autant ; la Russie davantage. Et nous ne parlons pas de la province qui réclame par centaines de télégrammes des envois énormes qu'on ne peut lui faire. (...) La diffamation dont se plaint très justement celle qu'on a voulu peindre aura donc une publicité énorme. Et qui a fait autour de cette diffamation toute cette publicité? La diffamée, la victime. »

— Mermeix dans Le Gaulois cité dans, Affaire Marie Colombier - Sarah Bernhardt, les pièces à convictions, Paris, 1884
Marie Colombier sera condamnée pour « outrage aux bonnes mœurs » en 1884, le livre est retiré de la vente bien qu'il ait déjà connu 92 éditions en France.
Marie Colombier renonce peu à peu au théâtre et publie plusieurs romans et plusieurs volumes de ses mémoires.
Elle est inhumée au cimetière du Père-Lachaise.

## Vie privée

### Charles de Bériot
Jusqu'à 1867, Marie Colombier entretint une première liaison avec le pianiste Charles de Bériot, chez qui elle avait emménagé après avoir fugué du domicile familial.
Le goût du jeu de Charles, la vie mondaine de Marie et ses aventures mirent un terme à la relation:

« Il avait écrit à Marie pour lui offrir de l’épouser, à condition qu’elle quittât le théâtre, et se contentât de la pension que lui faisait son père, et de ce qu’il gagnait. [...] Elle refusa donc, en son insouciance de la vie. »

Parmi les liaisons de cette époque on compte le journaliste Léon Duchemin ou encore le duc de Fernán-Núñez.

### Après 1870
À la réouverture des théâtres, au lendemain de la guerre de 1870, du siège de Paris et de la Commune, Marie Colombier entretient quelques mois une liaison avec le poète François Coppée (fin 1871), dont elle avait repris sa comédie à succès, le Passant.
Elle fréquenta ensuite Henri Thierry, le fils de l’un des propriétaires des grandes fonderies de Mulhouse, qui partira exploiter des mines d'or au Pérou. Puis Arthur Rostand, un jeune banquier, qui la quittera au bout de deux ans sous la pression de sa famille.
Elle est la sœur d'Amélie Colombier, danseuse de l'Opéra de Paris. Édouard Manet a peint son portrait.

## Bibliographie

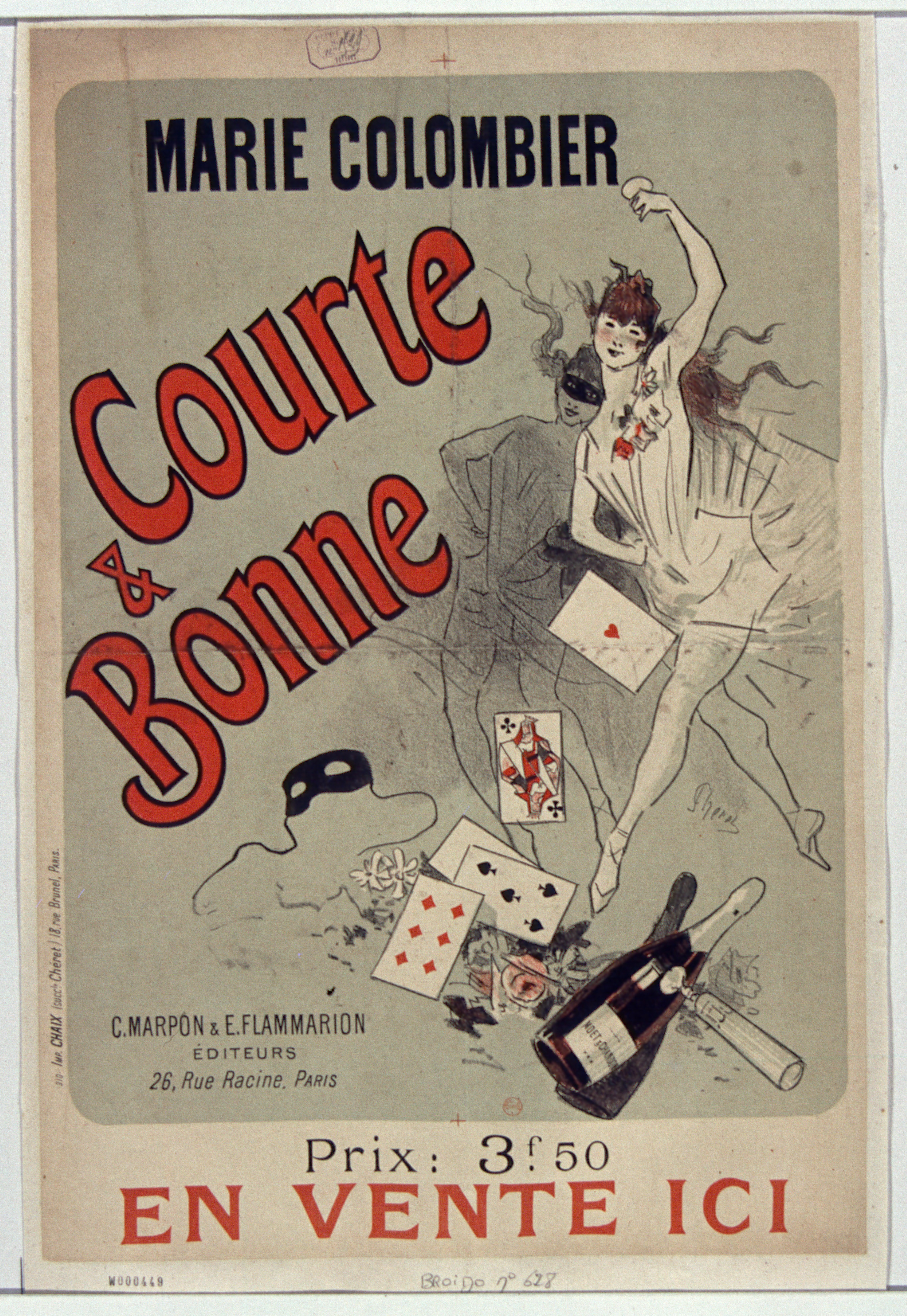
Publicité pour Courte et Bonne.

## Théâtre
(principales pièces)
- 1864 : La Jeunesse du roi Henri de Ponson du Terrail (rôle : Paola), mise en scène de Hostein, Théâtre du Châtelet (première le 25 mars 1864).
- 1864 : Les Mohicans de Paris d'Alexandre Dumas (rôle : Suzanne), Théâtre de la Gaîté (première le 21 août 1864).
- 1865 : Les Enfants de la louve (rôle : Jane Shore), Théâtre du Châtelet (première le 15 avril 1865).
- 1865 : Paradis perdu (rôle : Eve), Théâtre du Châtelet (première le 13 juillet 1865).
- 1865 : Les Trois Hommes forts, Théâtre du Châtelet (première le 6 novembre 1865).
- 1866 : Jean la Poste, Théâtre de la Gaîté (première le 21 juin 1866).
- 1866 : La Reine Cotillon (rôle : la comtesse d’Egmont), Théâtre de la Porte-Saint-Martin (première le 6 décembre 1866).
- 1867 : Rocambole, Théâtre de l'Ambigu-Comique (première le 28 juin 1867).
- 1870 : Les Viveurs de Paris de Xavier de Montépin (rôle : comtesse de Preuil), Théâtre des Menus-Plaisirs (première le 15 janvier 1870).
- 1870 : L'Autre de George Sand (rôle : Hilda Sinclair), Théâtre de l'Odéon, avec Sarah Bernhardt (première le 25 février 1870).
- 1871 : Le Bois d'Albert Glatigny, Théâtre de l'Odéon, avec Pierre Berton (première le 15 novembre 1871).
- 1872 : Le Passant de François Coppée, Théâtre de l'Odéon
- 1872 : Rendez-vous de François Coppée, Théâtre de l'Odéon, avec Pierre Berton (première le 11 septembre 1872).
- 1873 : Mademoiselle Trente-six vertus, de Arsène Houssaye (rôle: Lucie), Théâtre de l'Ambigu (première le 2 mai 1873).
- 1875 : Jeanne d'Arc, de Jules Barbier, musique de Charles Gounod (rôle: Jeanne d'Arc), Grand Théâtre de Bordeaux (du 12 juillet au 1er août 1875).
- 1878 : Une cause célèbre, Théâtre de l'Ambigu (première le 4 décembre 1877), puis transporté à la Porte-Saint-Martin (à partir du 30 décembre).
- 1880 : (octobre 1880 - mai 1881) : Tournée américaine aux côtés de Sarah Bernhardt (New York, Boston, Montréal, Philadelphie, Chicago, etc.) ; pièces jouées : Phèdre, la Dame aux camélias, Froufrou, l'Étrangère, le Sphinx, la Princesse Georges (créée à Boston).
- 1881 : Léa, de Jean Malus (rôle Léa), Théâtre de la Comédie Parisienne (première le 9 septembre 1881).
- 1884 : Bianca de Marie Colombier, Grand Théâtre de Versailles (première le 28 avril 1884).

## Publications
- Mémoires : Fin de siècle (préf. Armand Silvestre), Paris, Ernest Flammarion, 1898-1900, 328 p., 3 vol. ; in-12 (OCLC 763789635, lire en ligne), p. 44.